# Laguna Vilacota
Laguna Vilacota es una laguna ubicada en la provincia de Tarata, departamento de Tacna. Está situada a 4445 m s. n. m. y un área de captación de 1.440 kilómetros cuadrados.